# Viktor Bušuev
Viktor Georgjevič Bušuev (in russo Виктор Георгиевич Бушуев?; Balachna, 18 maggio 1933 – Nižnij Novgorod, 25 aprile 2003) è stato un sollevatore sovietico, dal 1991 russo, campione olimpico a Roma 1960 nei pesi leggeri e tre volte campione iridato (1957, 1958 e 1959).

## Biografia
Durante la sua carriera vinse tre medaglie d'oro ai Campionati mondiali del 1957, 1958 e 1959 e la medaglia d'oro ai Giochi olimpici di Roma 1960 nei pesi leggeri, e stabilì tre record mondiali ufficiali, tutti nel totale (tre prove).
I Campionati mondiali del 1958 e 1959 valevano anche come Campionati europei.
Si ritirò nel 1964 dopo aver fallito le qualificazioni nazionali per le Olimpiadi di Tokyo dello stesso anno, giungendo terzo al Campionato sovietico e venendo pertanto escluso dalle convocazioni. Dopo il ritiro diventò allenatore di sollevamento pesi nella sua città di Nižnij Novgorod.